# Життя (Пікассо)
«Життя» (фр. La Vie, ісп. La vida) — картина іспанського і французького художника Пабло Пікассо.

## Друг Карлос Касахемас
Він був художником як і Пікассо. Молоді приятелювали і знали секрети один одного. У 1900 році обоє приїхали в Париж на Всесвітню виставку з Барселони. Молодий і занадто емоційний Касахемас познайомився з Жерменою Гаргальо і покохав її нестримно. Палке почуття іноземця лякало Жермену і вона відсторонилася від Касахемаса. До того ж вона вийшла заміж і залицяння Касахемаса їй були ні до чого. Ображений на нероздільне кохання, Касахемас наклав себе руки 17 лютого 1901 року.

## Утаємничений надгробок Касахемасу
Пікассо був невтішним і обуреним. Невтішним від самогубства близького приятеля і обурений байдужістю оточення, для яких смерть людини перестала бути значущою подією.
Він довго пам'ятав Касахемаса і вирішив по-своєму увічнити пам'ять про нього. Так з'явилися картини «Похорон Касахемаса» 1901 р., (Париж, музей сучасного мистецтва), «Касахемас на смертному ліжку» і утаємничене полотно «Життя», 1904 р. (Клівленд, США).
Пройшло багато часу, поки Пікассо відшукав потрібну йому композицію. Про це свідчать численні малюнки художника, які збережені. Є малюнок оголеного Касахемаса, де пророблене лише обличчя, а фігура ледь окреслена. Тривога і пристрась художника залишились на малюнку 1903 року, де знайдено первісний варіант композиції (Музей Пікассо, Барселона). Оголені Касахемас з коханою стоять біля мольберта, адже він був художником. До них наближається страхітлива чоловіча постать, яку дослідники вважають алегорією горя або фігурою смерті. Смерть спирається на палицю і тягне руку до Касахемаса, аби забрати його навіки. Довгі роздуми над сюжетом, вагання, нові пошуки і уточнення примусили Пікассо відмовитись від чоловічої фігури взагалі. Так смерть чи алегорію горя замінила жінка з немовлям, як натяк на Богородицю, що готова спокутувати гріхи недосконалих людей. Тепер усе склалося.

## Картина «Життя»
Робота визнана шедевром «блакитного періоду» творчості художника. Мабуть, саме в цій роботі яскраво виражена вся естетична і етична програма автора. Відомо, що сам художник не любив цю картину, вважаючи її недосконалою. Сюжет роботи складний і важко піддається аналізу.
Три зажурені постаті стоять біля кам'яної брили. На ній чи то малюнки, чи то рельєфи — прощання коханців зверху (прощання навіки?), плакальщиця внизу. Отже, це не просто брила, а надгробок. Чоловіча постать розпізнається добре, бо це портрет Карлоса Касахемаса. Але він незвичний, це преображення, відхід від життя, тому він оголений, як перед Страшним судом. Жінку поряд, що пригорнулася до Карлоса, вважають Жерменою. Та відвернулася від Касахемаса при житті, Пікассо повернув другу кохану в картині. Ніхто не знав, що за жінка з немовлям поряд.
Розгадку дав дослідник Середньовіччя. Це мадонна з немовлям, тільки нема німбу, атрибуту святих. Касахемас і жінка — це втілення Адама і Єви, нових і вічних, натяк на оголених біблійних персон, що є в кожному з нас. Мадонна тут тому, що візьме гріх новітніх Адама і Єви на себе, аби спокутувати його. Адже тільки так самогубець Касахемас отримає виправдання і за недозвільне кохання, і за недозвільне самогубство. Хитрий Пікассо знав середньовічну іконографію і зробив приятелю утаємничений надгробок на полотні.